# Bataver

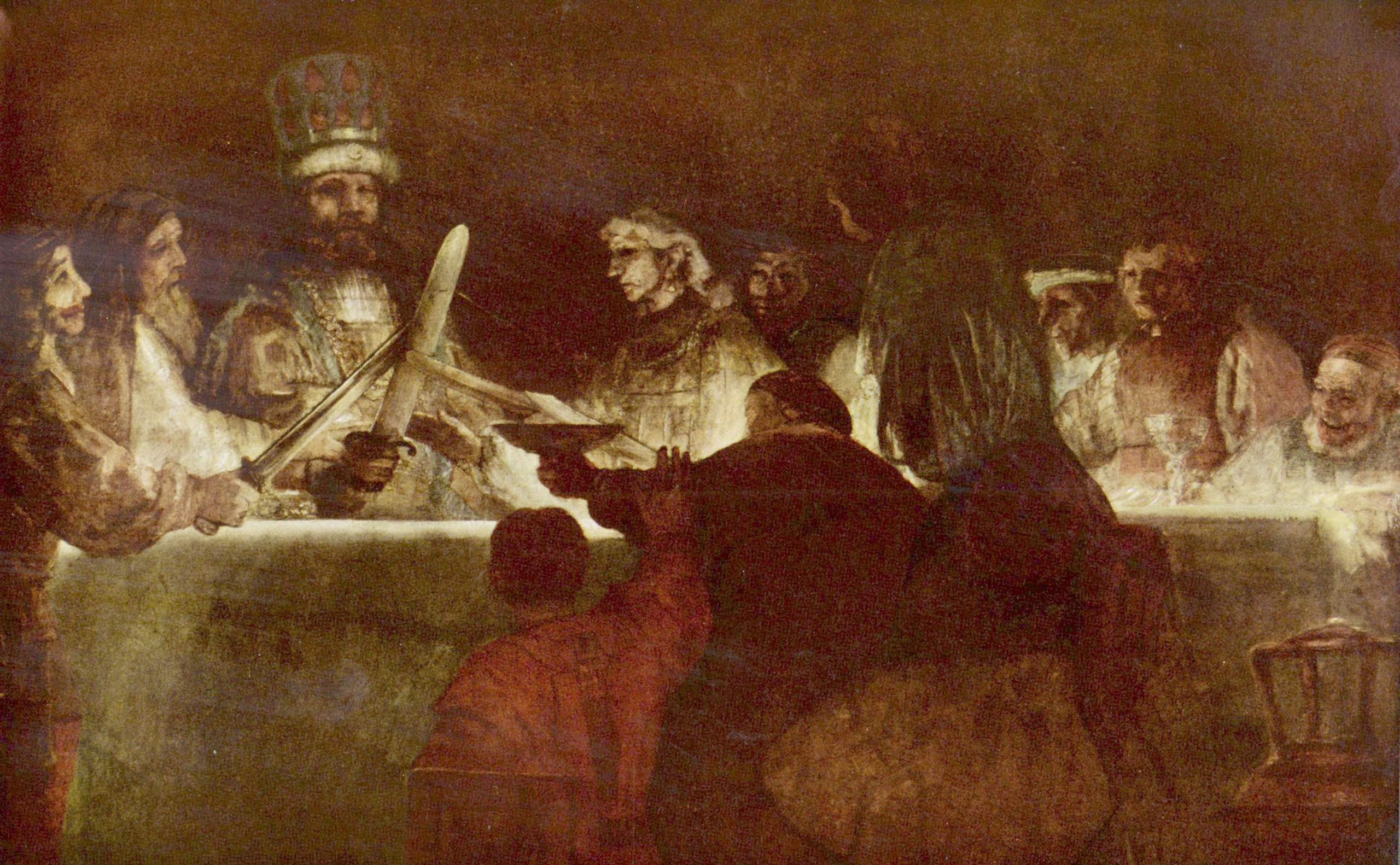
Batavernas trohetsed till Claudius Civilis, målning av Rembrandt

Bataver (latin Batavi) var en av de germanska stammar, som redan före Kristi födelse hade trängt in på romerskt område. De var bosatta vid floden Rhens mynning i nuvarande Zeeland. De deltog troligen i svebernas inryckning i Gallien under deras hövding Ariovistus år 70 f.Kr., som slogs tillbaka av Julius Caesar år 58 f.Kr.
Under åren 11-1 f.Kr. lyckades Augustus styvson Drusus besegra germanerna vid Nordsjön, men bataverna blev liksom friserna skattefria mot att de frivilligt ställde upp som legosoldater vid behov. De blev till stor nytta för romarna, eftersom de ofta kom dem till undsättning när romarna befann sig i farliga situationer.

## Bataviska upproret
Vid ett tillfälle uppträdde dock bataverna mot romarna, 69-70 e. Kr., då den bataviske ädlingen Gaius Julius Civilis organiserade ett våldsamt uppror, bataviska upproret som även spred sig till närboende germanska och keltiska stammar och under en tid hotade det romerska väldets bestånd vid Rhenmynningen.
Bataverna uppgick senare i de större folkstammar som bildades efter cirka 200 e.Kr., förmodligen friser eller saliska franker.